# Vlag van River Gee

Vlag van River Gee

De vlag van River Gee, een county van Liberia, bestaat net als alle veertien andere Liberiaanse vlaggen met de nationale vlag van Liberia in het kanton. De vlag is, net als alle andere vlaggen, verleend door toenmalig president William Tubman, bij gelegenheid van zijn 70e verjaardag, op 29 november 1965.
De vlag bestaat uit een heuvel, een rivier en de zon waaruit het veld bestaat, drie bomen geplaatst; in het kanton staat de Liberiaanse vlag.